# Leoluca di Corleone
San Leoluca, noto anche come Leone Luca, Leo Luca, Leolucas o Luca di Sicilia (Corleone, 815  circa – Vibo Valentia, 915), fu un monaco basiliano ed abate; nonché un taumaturgo e uno dei fondatori del monachesimo Italo-Greco nell'Italia meridionale.
È venerato come santo nella Chiesa cattolica e nella Chiesa ortodossa.

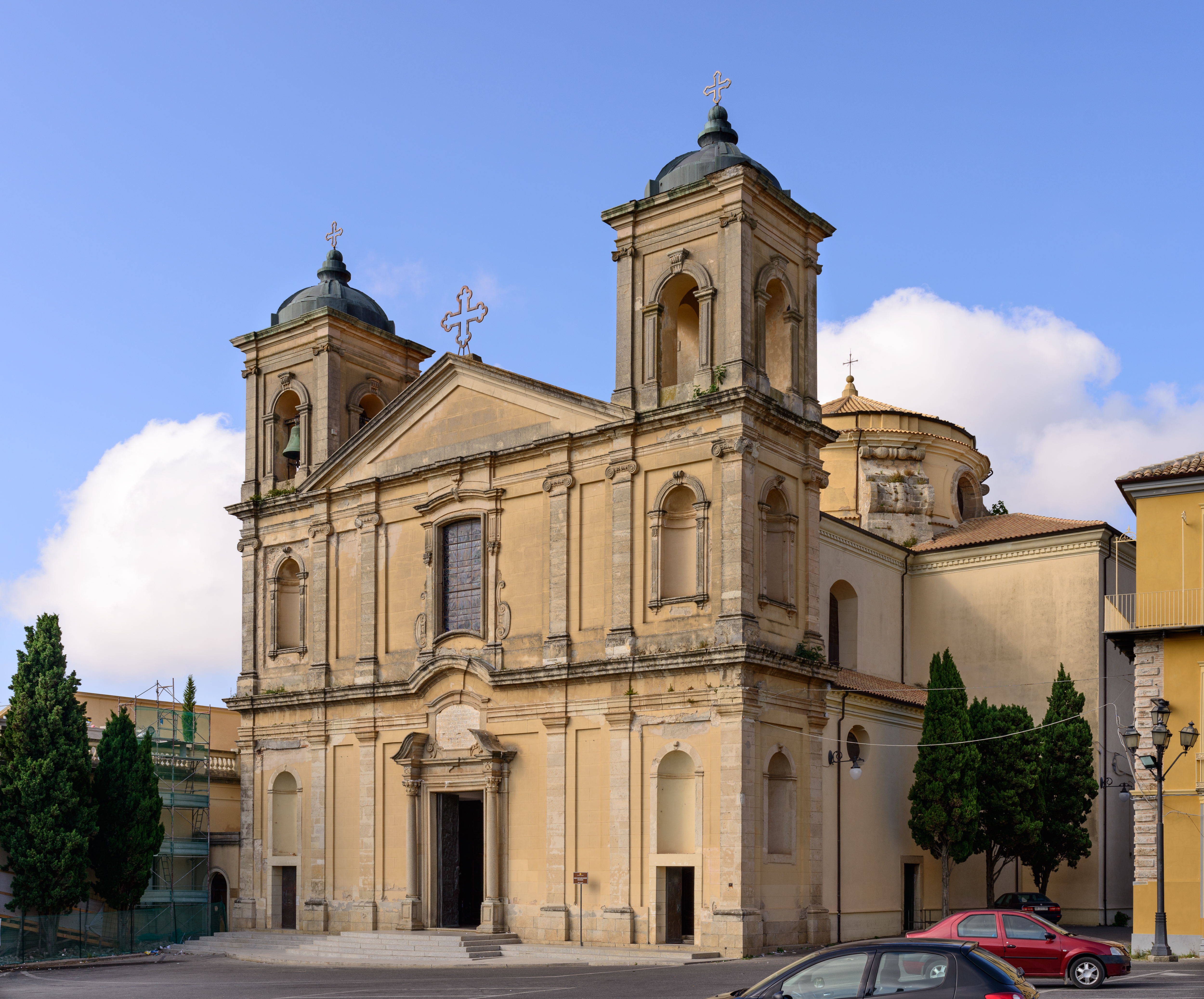
Duomo di Santa Maria Maggiore e San Leoluca (Vibo Valentia).

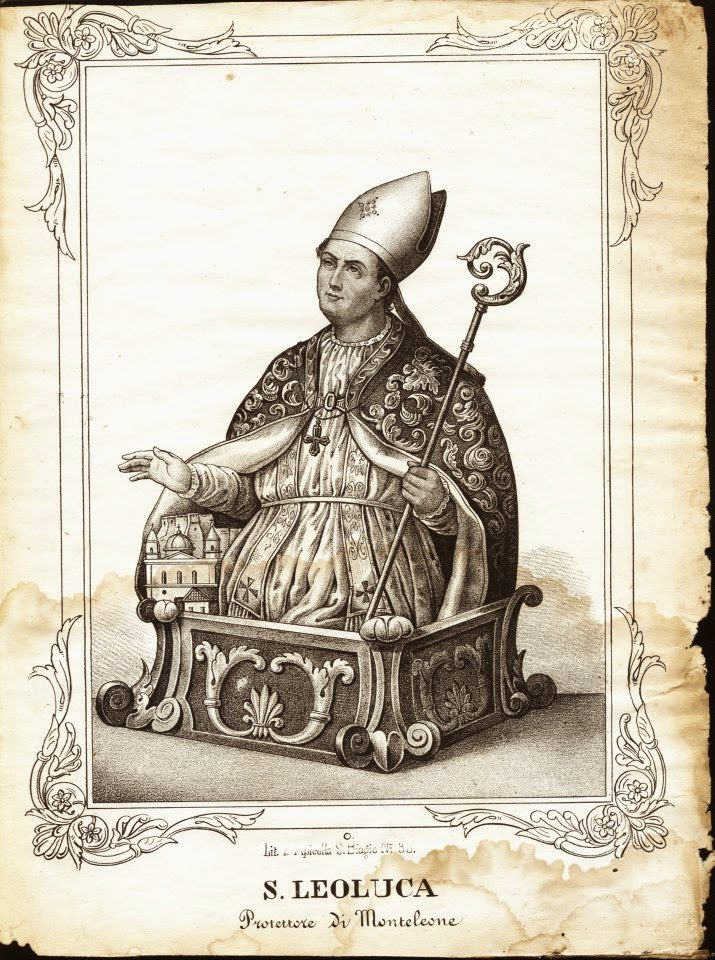
San Leoluca abate.

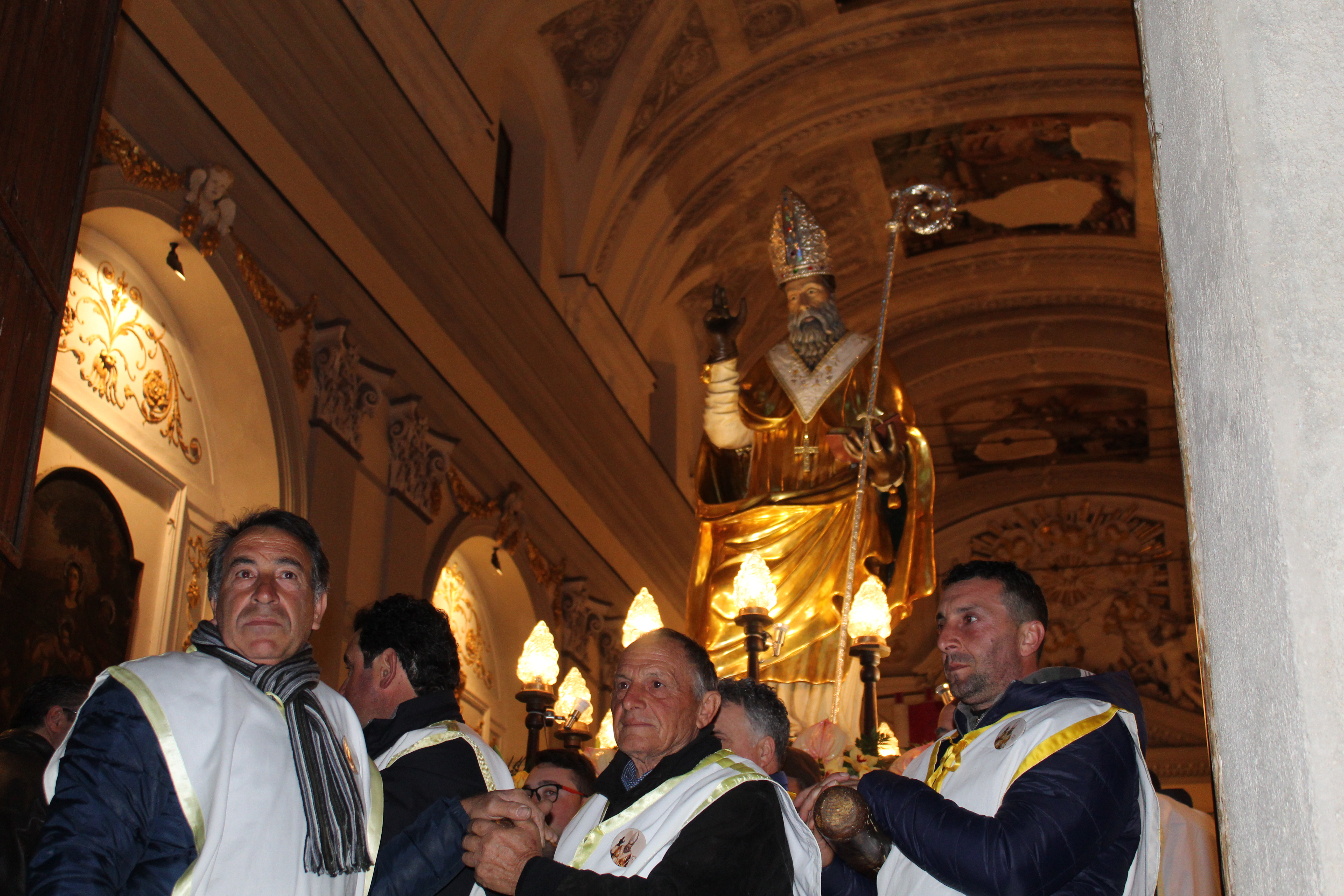
Processione di San Leoluca (Corleone).

Nato a Corleone, morì centenario dopo circa 80 anni di vita monastica a Vibo Valentia. Oggi è il patrono di Vibo Valentia e di Corleone, e la sua festa è celebrata il primo di marzo.

## Biografia
Leoluca nacque nell'anno 815 a Corleone, in provincia di Palermo, e diocesi di Monreale, all'epoca dell'invasione saracena della Sicilia. I suoi genitori Leone e Teofiste erano benestanti e religiosi. Vivevano felici anche se desideravano tanto la nascita di un erede. Dopo anni di preghiera il figlio tanto atteso arrivò. Lo chiamarono Leone come il padre. I genitori fecero in modo che quel figlio fosse veramente un degno figlio di Dio facendolo crescere in un'atmosfera intensa di religione.

D'indole docile, sotto la guida dei genitori Leone cresceva forte e virtuoso. Completati i primi studi, mostrando singolare intelligenza e attitudine, s'era dedicato a pascolare gli armenti paterni. Nelle campagne passava il giorno in continua meditazione sulle meraviglie del creato e la grandezza del creatore.
A vent'anni, l'uno dopo l'altro, Leone perdeva i genitori e sempre più la grazia divina plasmava la sua anima per la santità. Così lasciati i suoi averi ai poveri si rinchiuse nel monastero basiliano di Agira.
I Basiliani erano dei religiosi che si ispiravano nella loro vita monastica alla regola di san Basilio Magno. L'abate del monastero di Agira accolse con affabilità paterna il giovane Leone e dopo un breve periodo di prova gli tosò la chioma, lo vesti dell'abito monacale. Non si sa per quanto tempo Leoluca dimorò nel monastero di Agira, ma si sa che le scorribande dei Saraceni andarono sempre più aumentando in intensità e ferocia fino alla completa conquista dell'isola nell'878. In questi frangenti di terrore il giovane Leoluca fu spinto ad abbandonare Agira. Andato a Roma per un breve pellegrinaggio presso le reliquie dei santi apostoli Pietro e Paolo, andò in Calabria.
In Calabria divenne discepolo dell’egumeno Cristoforo che lo rivestì dell’abito monastico e gli cambiò il nome in Luca. Egli visse nel monastero presso il monte Mula (Monte La Mula), una delle montagne più alte dei monti di Orsomarso (1935 m) vicino Cassano. Visse lì per sei anni dimostrandosi un monaco che eccelleva in virtù e obbedienza. Era abate del monastero il monaco Cristoforo che accolse affettuosamente con gli altri fratelli il nuovo venuto Leoluca. Con l'abate Cristoforo si trasferì nel territorio montuoso detto Mercurion, probabilmente a Mormanno, dove venne costruito un nuovo monastero. L'area del Pollino infatti era al tempo un importante centro di spiritualità e religiosità tanto da essere riportato in diverse Vitae come la "nuova Tebaide". Qui visse per altri 7 anni.
Da qui si trasferì presso Vena Inferiore, dove avevano fondato un monastero insieme all'abate Cristoforo. Quest'ultimo non molto tempo dopo morì lasciando la gestione del monastero a Leoluca che pertanto divenne il nuovo egumeno del monastero. Qui esplicò una funzione taumaturgica polivalente (guarì un lebbroso, dei paralitici e indemoniati). In punto di morte scelse come suoi successori Teodoro ed Eutimio, suoi discepoli. Leoluca si spense il 1º marzo del 915 (per alcuni 917) all'età di cento anni dopo una forte febbre. Si narra che visse gli ultimi giorni della sua vita in meditazione, digiuni e rapimenti estatici. La notizia della morte rapidamente si diffuse e una gran folla raggiunse il monastero.

## Culto
A san Leoluca vengono attribuiti diversi miracoli:
- un giorno mentre lavorava nell'orto del monastero venne morso da una vipera. I monaci, suoi fratelli, si terrorizzarono ma egli, inginocchiatosi a pregare, vide la ferita sulla sua mano guarire;
- un giorno con un segno di croce risuscitò un cavallo già morto che era tanto utile al servizio dei poveri frati (scena affrescata sulle pareti della chiesa a lui dedicata a Corleone);
- Un giorno andò a raccattare legna nel bosco con gli altri fratelli. Riuscirono a raccoglierne un gran bel fascio ma siccome esso era superiore alle sue forze decise di dividerlo in due. I confrati rimasero meravigliati a vedere un fascio sulle spalle di Leoluca e l'altro camminare da solo. Venne condotto un paralitico al monastero, allora Leoluca si raccolse in preghiera, lo unse con l'olio della lampada e quel corpo rattrappito ritornò sano.

San Leoluca è invocato come protettore dai terremoti. Lo storico Giovanni Rocchè nella sua biografia del santo “Vita di San Leoluca Abate” (1887), elenca numerosi episodi in cui la città di Corleone si sia rivolta al santo:
- l'epidemie di peste del 1576 e del 1625;
- la carestia del 1629;
- terremoti del 1726, 1783, 1876 (si contarono più di 572 scosse);
- durante i sacrifici patiti dalla città per raccogliere la somma per l'acquisto della propria autonomia dal barone Giuseppe Scarlata (16 marzo 1650). In quell'occasione, nel contratto stipulato venne inserita la seguente poesia di ringraziamento:

Gloriosissimo patriae libertatis vindici
S. Leoni Lucae Abati Civil Corileonensi.
Non ego te in tanto, Leoluca amplissime, plausu
transierim, patriae Trinacriaeque decus.
Laetitiae tu causa urbis certissima nostrae,
Tu lux, tu patriae spes, columenque tuae.
Tu libertatis vindex, patriaeque redemptor,
Subtrahis imperio, servitioque tuos.
Tu nostra in Gallos direxti tela manusque,
Cum muliere saxo perdidit una ducem.
Incolume per te regem tucatur in aevum,
Omnipotens, patris sis memor ipse tuae.
Ad Eumedem
Percussit patriam geminatis ictibus urbem
Impius et lernae sequior hostis hydra.
Non tulit hoc, cives patriam miseratus et urbem
Caelestis multo fortior Hercle Leo.
Elusit valiosos ictus, prostravit et hostem.
O rubis nostrae gloria Sancte Leo!
Tu Leo dans nostro vires vitamque Leoni,
Hostem qui perdis, servitiumque fugas.
Tu Lucas toti illucens virtutibus orbi,
Tu, patria ut toto luceat orbe, facis.
Il suo culto è molto diffuso sia nel territorio di Corleone che di Vibo Valentia (anticamente chiamata Monteleone). Secondo alcune teorie Corleone deriverebbe da Cor leonis, cioè terra di Leone così come Monteleone (oggi chiamata Vibo Valentia) deriverebbe da Mons Leonis, cioè Monte di Leone.

### Chiesa di San Leoluca a Corleone
La notizia della morte del santo compaesano arrivò timidamente a Corleone. Il suo culto si fece strada lentamente e solo nel XIII secolo si hanno riscontri di una chiesa a lui dedicata nel luogo in cui secondo la tradizione era la sua casa natia. Don Giovanni Colletto nella sua opera asserisca che la chiesa originaria si trovava nell'attuale piazza sant'Agostino laddove oggi vi è la cappella della Madonna della cintura. Nel 1420 si hanno notizie di una confraternita di San Leoluca. Il culto del santo viene ancor più accentuato nel 1575, anno in cui si ritenne l'intercessione del santo fondamentale a salvare la città dall'ondata di peste e così in quell'anno San Leoluca viene eletto protettore della città di Corleone. Il culto si sviluppa ancora durante la seconda ondata pestilente del 1624 ed è così che viene deciso di costruire una chiesa più grande da dedicare al Santo patrono. Viene così venduta la chiesetta agli Agostiniani e viene costruita l'attuale chiesa più a valle della presunta sede originale. All'interno della chiesa vi è l'antico venerato simulacro di San Leoluca. Di esso non si hanno notizie certe. Voci autorevoli suppongono che la statua sia molto antica e che sia stata rimaneggiata nel cinquecento dallo scultore Antonino Ferraro da Giuliana molto impegnato a Corleone in quel periodo. Sebbene fosse basiliano, esso è rappresentato con i paramenti di età più tarda e sul capo è poggiata una mitria vescovile cattolica. La rigidezza che presenta allo stato attuale è frutto di numerosi interventi di “miglioramento” avvenuti nel corso dei secoli che hanno portato alla sovrapposizione di vari strati di materiali sulla originaria statua in legno.

### Cursa ri Santu Luca
Una squadra di garibaldini per lasciare via libera a Garibaldi, che marciava su Palermo, finse una ritirata verso Corleone. Tale inganno riuscì a trarre in trappola i Borboni che mandarono le truppe a Corleone lasciando quasi vuota Palermo. I Borboni però occuparono Corleone e i Corleonesi temerono una vendetta dei Borboni. Non essendo accaduto nulla, credettero in un miracolo del Santo. Qualcuno addirittura vide apparire i Santi Leoluca e Antonio Abate all'ingresso del paese dove bloccarono le truppe venute a recare vendetta. Tutto ciò accadde nel maggio 1860 e i corleonesi cinque mesi dopo per ricordare tale evento miracoloso portarono le statue di San Leoluca e Sant'Antonio nel punto della presunta apparizione. Costruirono una cappelluccia detta comunemente di Santu Lucuzza. E fu così che ogni anno nell'ultima domenica di maggio prende avvio la corsa dei santi Leoluca e Antonio a ricordo di quei fatti.

### Rosario a San Leoluca
A san Leoluca è dedicato un antico rosario in lingua siciliana:
- sui grani grossi;
  - Nui ludamu a vui cu amuri; Santu Luca prutitturi; vui scansati a nui divoti, di flagelli e tirrimoti.
- sui grani piccoli;
  - prutitturi gluriusu; deh! Mustrativi pietusi; li flagelli vui fermati; chi cci sunnu minacciati; semu rei, lu cunfussamu, ma pintuti in vui spiramu, cuncidutici la sorti, di aiutarni in vita e morti.

## Reliquie
Per secoli gli storiografi del santo asserivano che Leoluca fosse stato sepolto a Vibo Valentia nella chiesa di Santa Maria Maggiore. Il Falcone nel suo scritto dice: «la salma fu deposta nella chiesa di Santa Maria in quel luogo dove appunto fu la di lui cella e oggi è duomo di Monteleone», ma non si è certi. Si dice infatti che dietro il duomo vi fosse un monastero basiliano.
Altri invece pensavano che il suo corpo fosse rimasto a Vena Inferiore.
Il giornale La Sicilia, il 10 dicembre 2006 pubblicò un articolo in cui dava notizia che le reliquie di San Leoluca fossero state trovate nel comune di San Gregorio d'Ippona a circa 2 km a sud di Vibo Valentia. Il giornale riferisce che il ritrovamento è stato fatto presso le grotte della chiesa di Santa Ruba. Secondo il professor Gregorio Vaianella, la chiesa di Santa Ruba era dedicata alla Madonna della Salute.

## Fonti agiografiche
Uno dei più antichi testi sulla vita si san Leoluca da Corleone è stato pubblicato nel 1657 nel martirologio del siciliano Ottavio Gaetani ("Vitae Sanctorum Siculorum"). Egli racconta di aver ricavato le informazioni da tre manoscritti ritrovati in Sicilia: uno a Palermo, uno a Mazara del Vallo e uno a Corleone.
Più tardi, i bollandisti pubblicarono un'altra vita sul santo, in latino, trovata nella libreria di José de Acosta.